# Shola Ama
Shola Ama, geboren als Mathurin Campbell (Paddington, 18 maart 1979) is een Britse zangeres. Ze is vooral bekend van haar hit You might need somebody.

## Biografie
Shola Ama werd op 18 maart 1979 in Paddington geboren als Mathurin Campbell als dochter van een Schots-Ierse vader en een Dominicaans-Saint Luciaanse moeder. Op 15-jarige leeftijd werd ze ontdekt terwijl ze met haar moeder op de metro stond te wachten. Toen ze wat in zichzelf stond te zingen, viel Kwame Kwaten, de toetsenist van D-Influence, haar op. Hij vroeg haar om wat nummers te zingen en nodigde haar vervolgens uit naar de studio te komen.
In 1995 kwam haar eerste single Celebrate uit, maar die wist door gebrek aan promotie niet door te breken. Haar grote doorbraak kwam in 1997 met de hit You might need somebody een cover van de Amerikaanse zangeres Randy Crawford. In haar eigen land bereikte het de vierde plaats in de hitparade, in de Nederlandse Top 40 werd de achtste plaats behaald. De opvolger You're the one I love haalde dat succes in Nederland niet, maar in het Verenigd Koninkrijk kwam deze single tot nummer 3. Beide nummers verschenen later dat jaar op haar debuutalbum Much love.
Begin 1998 werd haar werk bekroond met een Brit Award voor Best British female solo artist.
Op haar tweede album In return uit 1999 was Shola Ama iets kieskeuriger. Ze schreef zelf mee aan de teksten en koos zelf haar producers, waaronder Babyface, Darkchild en Angie Stone. Hoewel het album goede kritieken kreeg, wist het het succes van Much love niet te evenaren. In Nederland wist ze nog wel een top 40-hit te halen met Taboo, een duet met Glamma Kid. Dat nummer is een cover van The Sweetest Taboo van Sade. Ook nam ze een single op met het UK Garage duo The Wideboys.
In de jaren daarna werd het stil rondom Shola Ama. Ze raakte in een depressie en werd door de tegenvallende verkopen van In return en de negatieve publiciteit ontslagen door haar platenmaatschappij. In deze periode experimenteerde ze met drugs en raakte ze verslaafd aan drank en cocaïne. Het duurde tot 2003 voordat ze van deze verslaving af was. Dat jaar maakte ze een comeback met het album Supersonic. Op het album zingt ze onder andere over haar drugsverleden. Het succes van weleer werd echter niet meer bereikt. In 2004 was ze nog wel te horen op de single You should really know van The Pirates. Dit nummer was een antwoordlied op I don't wanna know van Mario Winans. In Nederland bleef dit onopgemerkt, maar in het Verenigd Koninkrijk werd de achtste plaats bereikt.
Inmiddels heeft Shola Ama een zoontje en werkt ze aan de opnames van een vierde album.

## Discografie (hitnoteringen)

### Albums
| Album met eventuele hitnotering(en) in de Nederlandse Album Top 100 | Datum van verschijnen | Datum van binnenkomst | Hoogste positie | Aantal weken | Opmerkingen |
| ------------------------------------------------------------------- | --------------------- | --------------------- | --------------- | ------------ | ----------- |
| Much love                                                           |                       | 13-9-1997             | 19              | 8            |             |

### Singles
| Single met eventuele hitnotering(en) in de Nederlandse Top 40 | Datum van verschijnen | Datum van binnenkomst | Hoogste positie | Aantal weken | Opmerkingen                                |
| ------------------------------------------------------------- | --------------------- | --------------------- | --------------- | ------------ | ------------------------------------------ |
| You might need somebody                                       | 1997                  | 28-06-1997            | 8               | 13           | Nr. 8 in de Mega Top 100                   |
| You're the one I love                                         | 1997                  | 20-09-1997            | tip             |              | Nr. 93 in de Mega Top 100                  |
| Taboo                                                         | 1999                  | 12-06-1999            | 22              | 6            | met Glamma Kid / Nr. 26 in de Mega Top 100 |

| Single met hitnotering(en) in de Vlaamse Ultratop 50 | Datum van verschijnen | Datum van binnenkomst | Hoogste positie | Aantal weken | Opmerkingen                                |
| ---------------------------------------------------- | --------------------- | --------------------- | --------------- | ------------ | ------------------------------------------ |
| You might need somebody                              | 1997                  | 09-08-1997            | tip7            | -            |                                            |
| Still believe                                        | 1999                  | 15-01-2000            | tip18           | -            |                                            |
| You should really know                               | 2004                  | 02-10-2004            | tip10           | -            | met The Pirates, Enya, Naila Boss & Ishani |
| Alive                                                | 2012                  | 13-10-2012            | tip66           | -            | met Toddla T                               |
| Work u out                                           | 2017                  | 04-11-2017            | tip             | -            | met FTSE en Donae'o                        |

- Bibliothèque nationale de France: cb140053718 (data)
- Gemeinsame Normdatei: 135070074
- International Standard Name Identifier: 0000 0000 7839 5947
- Library of Congress Control Number: no2001001261
- MusicBrainz: b4806361-a71f-4bf3-981b-e65412b5e536
- Nationale Bibliotheek van Tsjechië: xx0066945
- Nationale Bibliotheek van Israël: 987012501138205171
- Virtual International Authority File: 71589336
- WorldCat: E39PBJtcBDC6MGq7xFRBmgxCcP